# Tabaktrockenschuppen
Ein Tabaktrockenschuppen (kurz: Tabakschuppen oder Schuppen) ist ein Gebäude, das der Trocknung von Tabakblättern dient.

## Begriff
Im 17. Jahrhundert ist erstmals von „Tabac-Häuser[n]“ die Rede. Im 19. Jahrhundert finden sich die Wörter „Tabakschuppen“ und vereinzelt „Tabakschopfen“ (Metzger, 1836). In der Folgezeit setzte sich „Tabakschuppen“ als Bezeichnung für der Tabakblatttrocknung dienende Gebäude durch. Tabakschuppen werden im Englischen „tobacco barn“, im Französischen „séchoir du tabac“ oder „séchoir à tabac“, im Niederländischen „tabakschuur“, im Pfälzischen „Duwakschopp“ oder „Schopp“ genannt.

## Funktion
Ein Tabaktrockenschuppen dient der Trocknung der geernteten Tabakblätter. Direkt nach der Ernte enthalten die Blätter etwa 90 % Wasser. Durch die Trocknung soll dieser Gehalt auf etwa 15 % sinken. Weitere Ziele sind die Braunfärbung der Blätter und die Einleitung chemischer Abbauprozesse, die dem Tabak einen angenehmeren Geschmack und Geruch verleihen.
In einem Tabakschuppen kommt die Methode der Lufttrocknung zur Anwendung: Trockene Luft strömt in den Schuppen ein und nimmt die von den Blättern abgegebene Feuchtigkeit auf. Die feuchte Luft verlässt den Schuppen, trockene Luft strömt nach. Die Lufttrocknung – und somit die Nutzung von Tabakschuppen – erfolgen meist dort, wo alternative Trockenmethoden, z. B. Sonnen- oder Ofentrocknung, aufgrund des Klimas oder unzureichender Brennstoffressourcen nicht in Frage kommen. Um eine ausreichende Belüftung zu sichern, sind die Tabakschuppen mit verschließbaren Klappen oder mit Lüftungslücken versehen. Die Lüftungsöffnungen erlauben außerdem den Einfall von Sonnenlicht, der für die Braunfärbung erforderlich ist.
Ein Tabakschuppen wird im Jahresverlauf nur für einen kurzen Zeitraum genutzt, der mit der Ernte im Spätsommer beginnt und – je nach Wetter, Anzahl der Erntedurchgänge und Trocknungsfähigkeit des Schuppens – mehrere Wochen umfasst. Nach der Trocknung wird der Tabak abgenommen, für den Verkauf vorbereitet und zur Tabakwiegehalle transportiert. In der übrigen Zeit steht der Schuppen leer und dient gegebenenfalls als Abstellraum. Moderne Folienschuppen werden zusätzlich als Gewächshaus genutzt, in dem die Tabaksetzlinge heranwachsen.
Die Monofunktionalität, d. h. die Eignung für eine einzige Aufgabe, macht die Umnutzung der vorhandenen Tabakschuppen schwierig. Da der Tabakanbau in Deutschland und anderen EU-Ländern seit 2010 nicht mehr subventioniert wird, werden die Schuppen kaum noch genutzt. Sie werden zurückgebaut, abgerissen oder dem Zerfall preisgegeben.

## Vorkommen
Der Tabaktrockenschuppen ist ein Gebäudetyp, der weltweit anzutreffen ist. Man errichtet Tabakschuppen dort, wo Tabak angebaut wird und wo die Tabaktrocknung durch Luft – und nicht durch Sonne oder mithilfe von Öfen – erfolgt. Tabakschuppen befinden sich insbesondere in Nordamerika und Europa, aber auch in Südamerika, Asien und Afrika.
In Europa stehen Tabakschuppen unter anderem in Frankreich (v. a. im Elsass), in den Niederlanden (v. a. bei Amersfoort und Amerongen) und in Österreich. In Deutschland befinden sich die meisten Tabakschuppen im Oberrheingraben, da dort die klimatischen und geologischen Voraussetzungen für den Tabakanbau gegeben waren: ausreichend Wärme und Niederschlag sowie sandige Böden. Auf der linken Rheinseite ist die Südpfalz ein Zentrum des Tabakanbaus. Tabakschuppen findet man von der deutsch-französischen Grenze im Süden bis etwa Speyer im Norden; vom Rhein im Osten bis zu den Winzerdörfern im Westen. Die meisten Tabaktrockenschuppen haben sich erhalten in den Gemeinden Erlenbach, Hatzenbühl (älteste deutsche Tabakanbaugemeinde), Hayna, Herxheim (größte deutsche Tabakanbaugemeinde), Herxheimweyher, Rheinzabern und Rülzheim. Auf der rechten Rheinseite, wo sich das ehemals größte Tabakanbaugebiet Deutschlands erstreckte, befanden sich ebenfalls Tabaktrockenschuppen, die zum größten Teil abgerissen wurden.

Innerhalb der pfälzischen Gemeinden können die Tabaktrockenschuppen an verschiedenen Stellen stehen. Die frühesten Schuppen wurden in der Regel innerhalb des Dorfes errichtet. „Neben Trockenschuppen, …, die auf der Rückseite des Hofgrundstücks errichtet wurden, gab es auch Schuppen, die auf dem Hof untergebracht waren. Teilweise überbaute man dafür die bereits vorhandenen, seitlich gelegenen Wirtschaftsgebäude.“ Mit zunehmender Tabakanbaufläche reichte der innerörtliche Bauplatz nicht mehr aus. Die neueren Tabakschuppen wurden am Ortsrand oder auf dem Feld errichtet.
Mancherorts legte man spezielle Schuppenstraßen an, wo Schuppen an Schuppen grenzt. Erhalten haben sich solche Ensembles u. a. in Herxheim am Bruchweg (beiderseitige Bebauung) und am Panzergraben (einseitige Bebauung), in Hatzenbühl westlich der K10 (nur teilweise realisiert).

## Geschichte
Die ersten Tabakschuppen, von denen heute keiner mehr erhalten ist, „waren Rundholzkonstruktionen mit ca. 3 Meter hohen Kieferpfosten, die man zu etwa 5 Meter breiten Böcken [Tragkonstruktion] zusammennagelte …. Die Böcke stellte man auf halbmeterhohe Sandsteine oder Mauerwerk, damit sie vor Erdfeuchtigkeit und bei Regen gegen Spritzwasser geschützt waren. In der Regel wurden drei solcher Böcke auf je 3 Meter Länge durch Fichtenstangen miteinander verbunden. Ein solcher Schopp war also 5 Meter breit und 8 bis 9 Meter lang.“ Die Wände bestanden aus senkrecht angenagelten Holzschwarten, zwischen denen Lüftungsschlitze belassen wurden.
Im Laufe der Zeit änderten sich zum einen die verwendeten Materialien: Die Stroh- und Rohrbedeckung wurde ab Ende des 19. Jahrhunderts durch Ziegel ersetzt; anstelle der billigen Holzschwarten verwendete man für die Wände Schnittholz; nach dem Zweiten Weltkrieg hielt Eternit (Platten aus Asbestzement) Einzug als Wand- und Dachmaterial. Die entscheidenden Änderungen betrafen aber die Gestaltung der Wand, den „Theil, welcher die Hauptaufgabe zu erfüllen hat: Luft, Windzug durchzulassen, den Regen, feuchte Luft, Nebel, Sonnenschein abzuhalten.“
Die unkontrollierbare Belüftung durch die Spalten wurde durch ein kontrollierbares Belüftungssystem ersetzt, bei dem die Wandöffnungen durch Klappen oder Jalousien geschlossen werden konnten, um die Tabakblätter vor Nebel zu schützen. Eine Klappe bestand aus einem mit Scharnieren an der Wand angebrachten Brett, das einen langen senkrechten Lüftungsschlitz verschließen konnte.
Eine weitere Verbesserung der Belüftung brachte der Wechsel zu waagrecht angebrachten Jalousien. Sie „zeichnen sich vor allem dadurch aus, dass man in ihnen einen Luftzug künstlich zu erzeugen vermag, wenn die Außenluft völlig unbewegt erscheint, und dass dem Nebel der Eintritt in den Schuppen unmöglich gemacht wird.“
Die innere Struktur eines Schuppens hat sich im Laufe der Zeit wenig geändert.
Einen radikalen Bruch mit der Jahrzehnte überdauernden Tradition des hölzernen Tabakschuppens stellte der Folienschuppen dar. Ein Folienschuppen ähnelt einem Gewächshaus: ein etwa 3 bis 4 m hohes Holz- oder Metallgerüst trägt die transparente Folie. „An den Längsseiten ist die Folie zwischen zwei parallellaufende Perlonschnüre gespannt. So kann die Folie von unten nach oben verschoben … werden. Damit ist es möglich, die Luft- und Feuchtigkeitszufuhr zu regulieren, die Blattfärbung und den Trocknungsvorgang zu beeinflussen.“ Anders als die monofunktionalen Schuppen, die nur der Trocknung dienten, eignete sich ein Folienschuppen zur Trocknung und zur Aufzucht der Tabakpflänzchen. Allerdings erwiesen sich diese Folienschuppen als anfällig für Sturm und Hagelschäden.
In den 70er Jahren wurde ein neuer hölzerner Schuppentyp eingeführt, der „Rülzheimer Schopp“ oder „Flachschuppen“. Es sind lange, etwa 3 bis 4 m hohe Holzschuppen mit einem flachen Satteldach. Aufgrund der Länge findet man diese Schuppen meist am Ortsrand oder auf dem Feld. Einer der größten Flachschuppen, ein Feldschuppen westlich von Herxheim, ist etwa 70 m lang.

## Innenraum

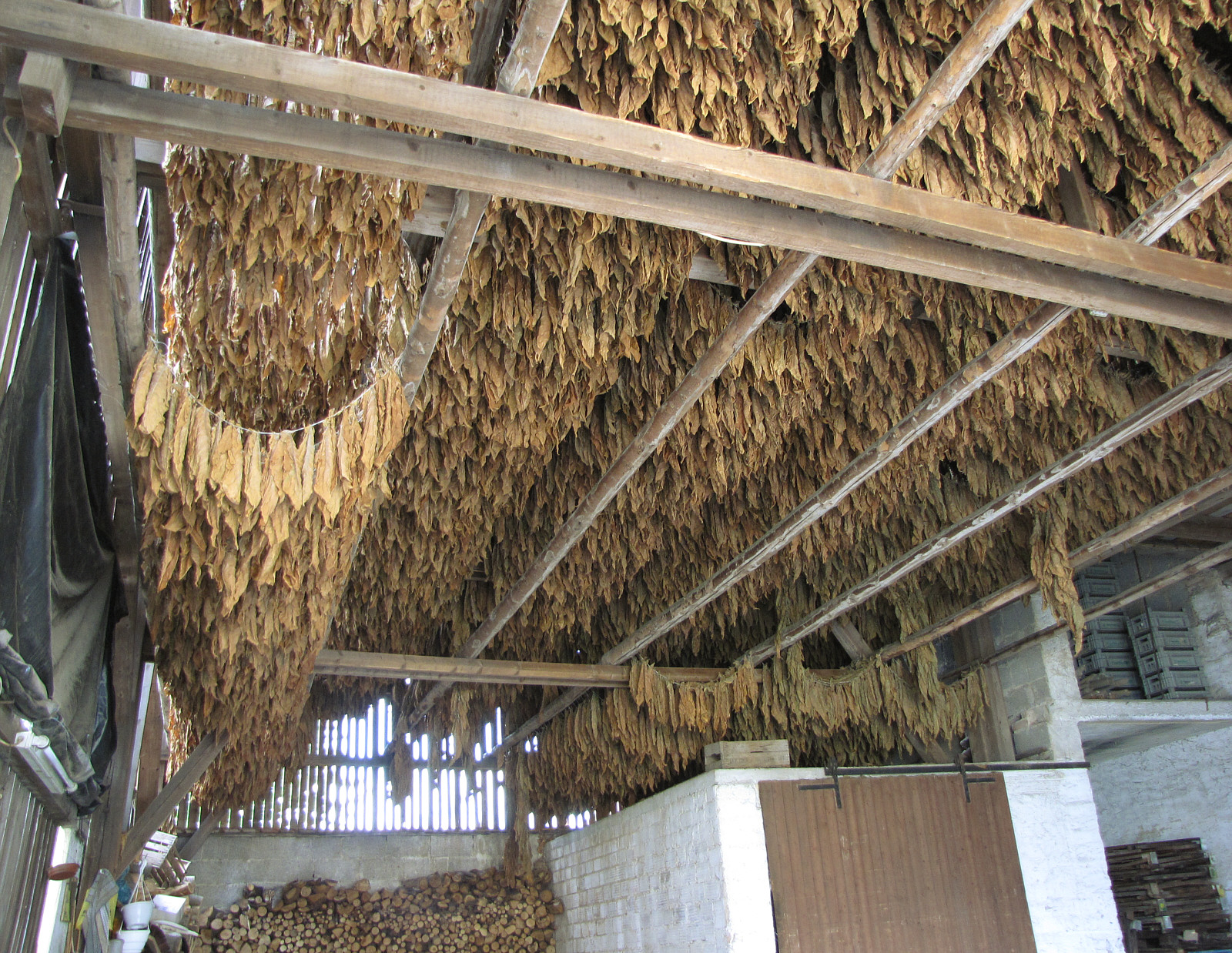
Das Innere eines Tabakschuppens in Hatzenbühl

Der Innenraum eines Tabakschuppens besteht in der Regel aus zwei übereinanderliegenden Zonen: einer Arbeitszone im Erdgeschoss sowie der darüberliegenden Lagerzone, die sich über mehrere Gefache bis unter das Dach erstreckt.

Die Arbeitszone dient zum einen dem Verkehr, d. h. dem Ein- und Ausfahren mit Schubkarren, Leiterwagen oder Anhängern. Das Erdgeschoss ist außerdem Ausgangspunkt für das Behängen der darüber liegenden Gefache. Zum anderen dient die Arbeitszone der Belüftung des darüber hängenden Tabaks. Damit die Arbeitszone beiden Funktionen, Verkehr und Belüftung, gerecht werden kann, ist sie möglichst barrierefrei und wird nicht mit Tabak behängt.

Die Lagerzone dient der Lagerung der Tabakblätter, die dort trocknen sollen. Verkehrsflächen innerhalb der Lagerzone, z. B. Treppen oder Laufgänge, sind unüblich, da sie wertvollen Speicherplatz verbrauchen. Die Vertikalbewegung innerhalb der Lagerzone erfolgt meist mithilfe von Leitern. Die Tabakblätter werden zunächst entweder an Schnüren („Tabakbandelier“) mithilfe einer großen Nadel bzw. einer Einfädelmaschine aufgereiht oder an Stäben aufgespießt. In Deutschland ist die Bandelierhängung üblich, in den Niederlanden wurden Stäbe verwendet. Die Trockenschuppen sind in der Lagerzone mit einem Gerüst aus langen Holzstangen (sog. „Rahmschenkel“) ausgestattet, um die Schnüre bzw. die Stäbe aufzunehmen. Im Falle der Bandeliertrocknung sind die Rahmschenkel mit Tabaknägeln versehen, das sind Nägel ohne hinderlichen Nagelkopf. Die Bandeliere haben an ihren beiden Enden jeweils eine Schlaufe. Zwischen zwei benachbarten Rahmschenkeln wird das Bandelier aufgehängt, indem jeweils eine Schlaufe über einen Nagel gestreift wird. Im Falle der Stangentrocknung werden die Stäbe auf die Rahmschenkel gelegt.
Der Abstand der Rahmschenkel und die Länge der Bandeliere bzw. der Stäbe müssen aufeinander abgestimmt sein. Trotz aller äußerlichen Unterschiede ist der Innenraum der Tabakschuppen fast immer gleich strukturiert: Der horizontale Abstand zweier benachbarter Rahmschenkel beträgt etwa 90 bis 120 cm (früher drei bis vier Fuß), der vertikale ebenfalls rund 90 cm. Die Rahmschenkel liegen ihrerseits auf den Rahmschenkelauflagern auf, das sind kräftige Holzbalken. Die Rahmschenkelauflager verlaufen quer zur Firstrichtung, die im rechten Winkel auf ihnen liegenden Rahmschenkel verlaufen längs zur Firstrichtung. Die Tabakbandeliere hängen somit quer zur Firstrichtung. Dadurch wird eine gute Belüftung gewährleistet: Die Luft gelangt durch Klappen oder Lüftungsschlitze an der einen Traufenseite eines Schuppens (meist die Westseite) in den Schuppen, streift zwischen den quer hängenden Bandelieren entlang und strömt an der gegenüberliegenden Traufenseite wieder hinaus. Bei etlichen modernen Schuppentypen, z. B. den Folienschuppen, erfolgt die Belüftung auf andere Weise. Der Innenraum ist bei ihnen daher anders strukturiert.

## Tabakschuppentypen
In Mitteleuropa können mehrere Tabakschuppentypen unterschieden werden. In der Regel werden sie nach der Region benannt, in der sie hauptsächlich vorkommen bzw. erstmals errichtet wurden.

### Niederländischer Schuppentyp

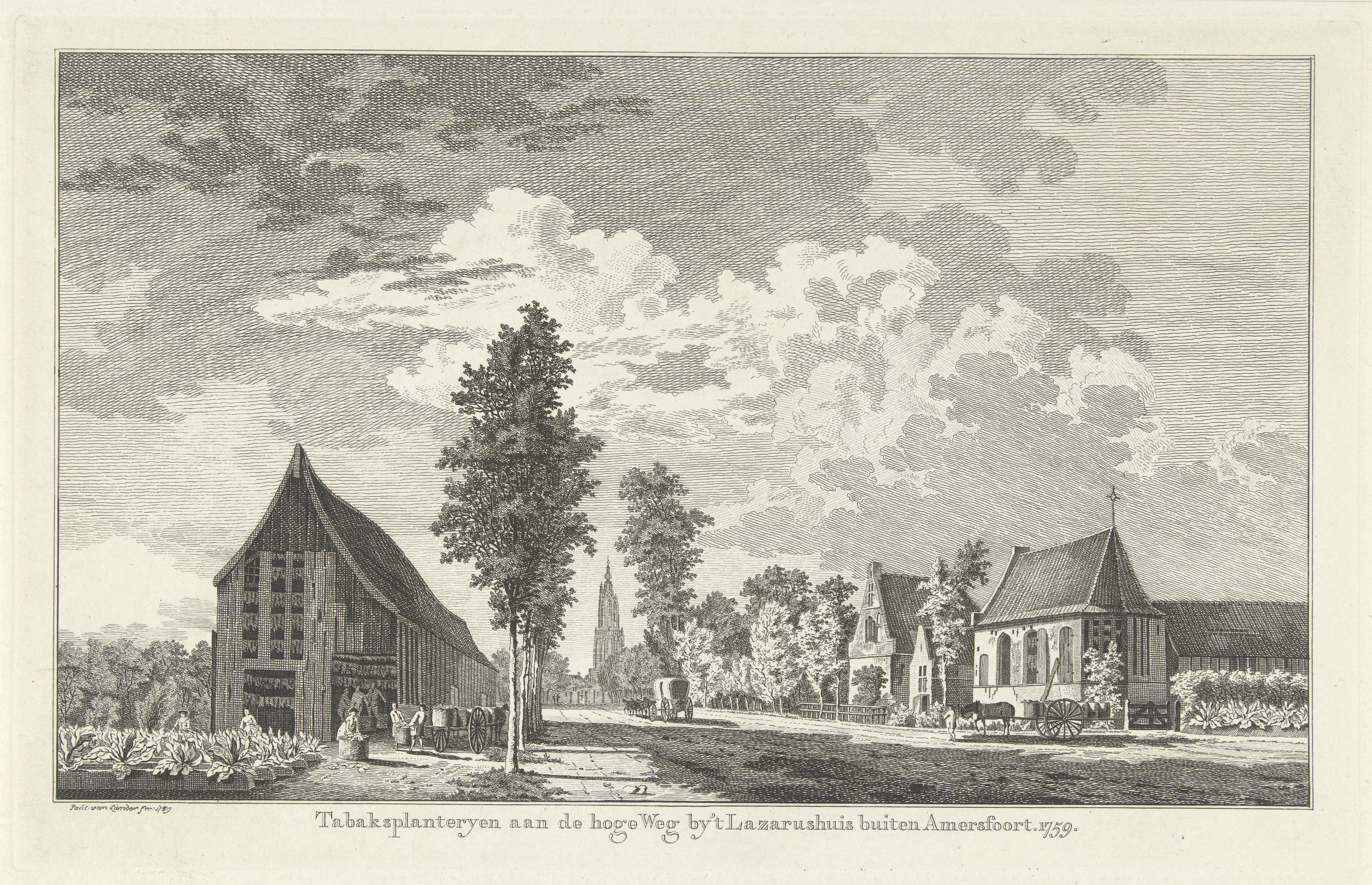
Abbildung eines Tabakschuppens am Hogeweg bei Amersfoort (Paul van Liender, 1759)

In den Niederlanden gibt es zwei Schuppentypen, den Amersfoorter Schuppen, der typisch ist für die Region um die Stadt Amersfoort. Der Ameronger Schuppentyp ist in einem Gebiet um die Gemeinde Amerongen anzutreffen. In beiden Fällen sind die Tabakschuppen zum überwiegenden Teil aus Holz erbaut. Gemeinsam ist beiden Schuppentypen, dass die Wände mit Klappen versehen sind, die ein kontrolliertes Belüften erlauben. Außerdem können die Klappen bei Nebel, der in den Niederlanden häufig auftritt, geschlossen und somit der Tabak vor Feuchtigkeit geschützt werden. Die Schuppen stehen häufig inmitten der Tabakfelder, die durch hohe Hecken gegen Wind geschützt sind.
Charakteristisch für den Amersfoorter Tabakschuppen sind die hohen Seitenwände, die mit langen vertikalen Lüftungsklappen versehen sind. Das Dach ist mit Ziegeln bedeckt. Die Luft strömt in der Regel an der einen Längsseite ein, durchstreicht das Innere und die Tabakblätter und tritt an der gegenüberliegenden Längsseite wieder aus. Die ältesten Tabakschuppen in Amersfoort wurden bereits um 1650 errichtet.
Der Amerronger Schuppen besitzt sehr niedrige Seitenwände, die durch lange waagrechte Lüftungsklappen das Einströmen von Luft ermöglichen. Die Luft erwärmt sich, steigt nach oben und tritt durch Dachöffnungen oder aufgestellte Ziegeln wieder aus. Die Giebelmauern können aus Holz oder auch aus Ziegelsteinen errichtet sein. Das Dach ist oftmals – auch heute noch – mit Stroh bedeckt.

### Elsässischer Schuppentyp
Bei vielen elsässischen Tabakschuppen besteht die gesamte Wand aus vertikalen Klappen, während bei den Amersfoorter Schuppen nur jedes zweite oder dritte Brett als Klappe ausgebildet ist. Die Klappen erstrecken sich auch nicht wie bei den Amersfoorter Schuppen über den größten Teil der Seitenwandhöhe, sondern sind nur so hoch wie ein Fach, d. h. der Abstand zwischen zwei waagrechten Balken. Eine solche Wandkonstruktion erlaubte eine genauere Kontrolle der Belüftung einzelner Bereiche des Schuppens, außerdem war der Anteil der Öffnungen größer und somit eine stärkere Belüftung möglich. Im Elsass war infolge der feuchten Ill-Niederungen oft mit Nebel zu rechnen, vor dem der Tabak geschützt werden musste. Diesen Schutz boten die verschließbaren Klappen. Die Schuppen wurden meist auf dem Anwesen der Landwirte errichtet. Die ersten elsässischen Tabakschuppen baute man im frühen 19. Jahrhundert.

### Pfälzischer Schuppentyp
Charakteristisch für die Pfälzer Tabakschuppen ist die Wand, die aus auf Lücke genagelten Brettern besteht. Eine kontrollierte Lüftung ist somit nicht möglich. Da in der Pfalz Nebel nicht so häufig auftritt wie in den Niederlanden und im Elsass, ist die Schutzfunktion von verschließbaren Klappen entbehrlich. Die pfälzischen Schuppen stehen meist auf den Anwesen im Dorf und nicht, wie die niederländischen Schuppen, auf dem Feld. Auf dem Anwesen wurden die Schuppen meist hinter der Scheune errichtet. Falls dort kein Platz war, errichtete man die Schuppen auch über dem Stallgebäude oder überbaute den Hof. Die ältesten Tabakschuppen wurden Ende des 18., Anfang des 19. Jahrhunderts errichtet. In der Pfalz treten auch Mischtypen auf, d. h. Schuppen, die Elemente von niederländischen oder elsässischen Schuppen aufweisen. Vor allem die für den Amersfoorter Schuppen typischen Vertikalklappen sind häufig anzutreffen. Im Laufe der Jahrzehnte entwickelten sich verschiedene Unterformen, z. B. sind die Schuppen, die vor dem Zweiten Weltkrieg errichtet wurden, oft sehr hoch, der in den 1970er Jahren entworfenen Rülzheimer Tabakschuppen ist dagegen deutlich flacher.

## Ausgewählte Tabakschuppen und Ensembles

### Harthausen: Alter Tabakschuppen von 1851

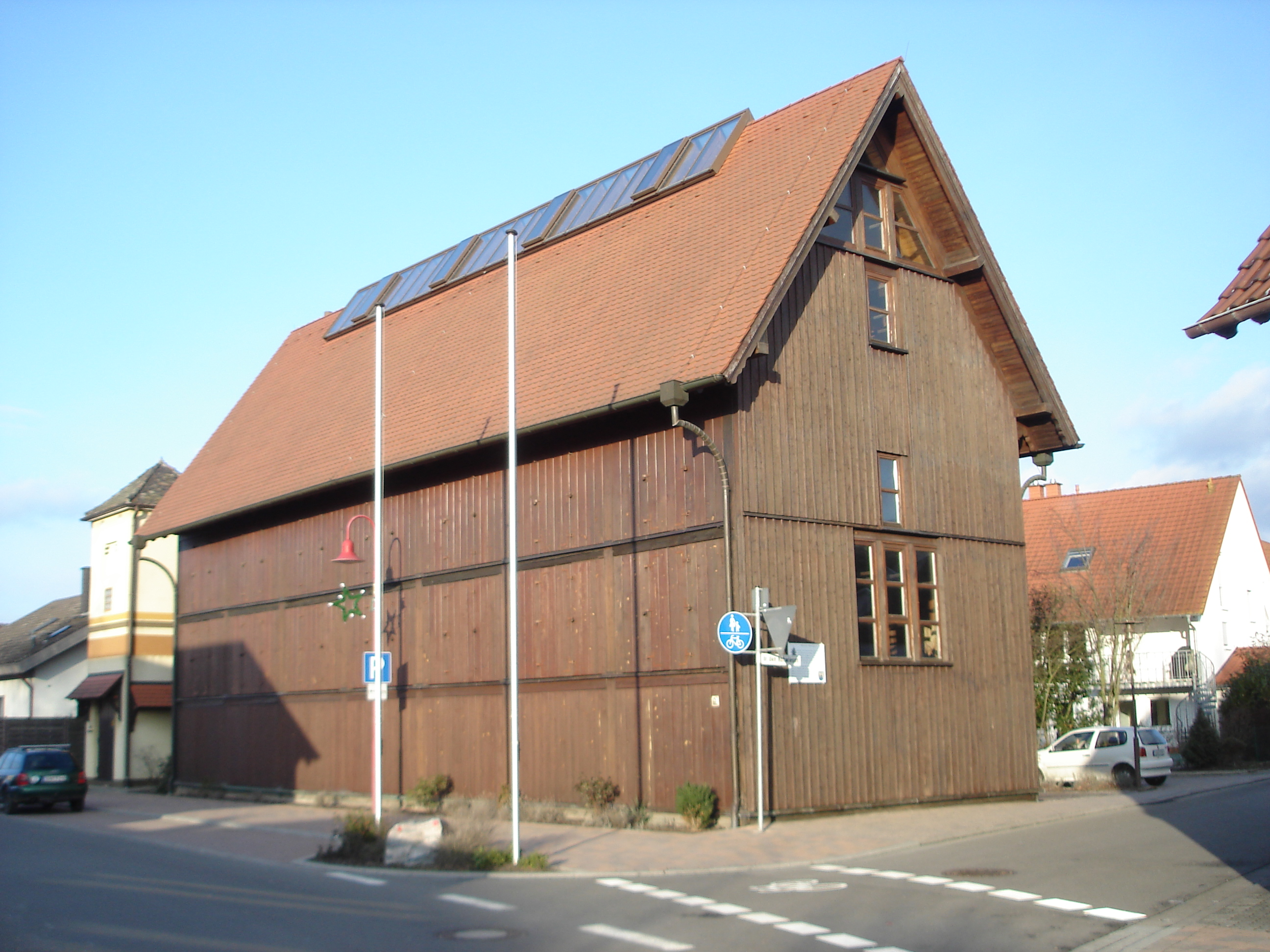
Tabakschuppen in Harthausen. Blick auf die Süd- und Westfassade

Der heute als Gemeindezentrum dienende Schuppen wurde bereits 1851 nach den Plänen des Hockenheimer Bürgermeisters Philipp David Schwab erbaut und zählt somit zu den ältesten erhaltenen Tabakschuppen der Pfalz. Bei der Planung nahm sich Schwab die Elsässischen Tabakschuppen zum Vorbild. Das Gebäude gilt als ein Geschenk des späteren bayrischen Prinzregenten Luitpold an die Gemeinde Harthausen, deren Bürger während der Revolution von 1848 loyal zum König hielten. Kermann zufolge gibt es für diese These jedoch keine Belege, stattdessen sei Regierungspräsident von Hohe Initiator des Schuppenbaus. Die Kosten des Schuppenbaus von rund 2000 Gulden wurden aus dem Polizeistraffond finanziert. „Aufgrund der zahlreichen Variationsmöglichkeiten beim Öffnen der aufrecht stehenden Lüftungsklappen konnte bei diesem Musterschuppen der Trocknungsvorgang nach Wetterlage gesteuert werden, und muss für die damalige Pfalz, …., einen gewaltigen Schritt nach vorn bedeutet haben.“

### Herxheim: Schuppenstraße am Bruchweg

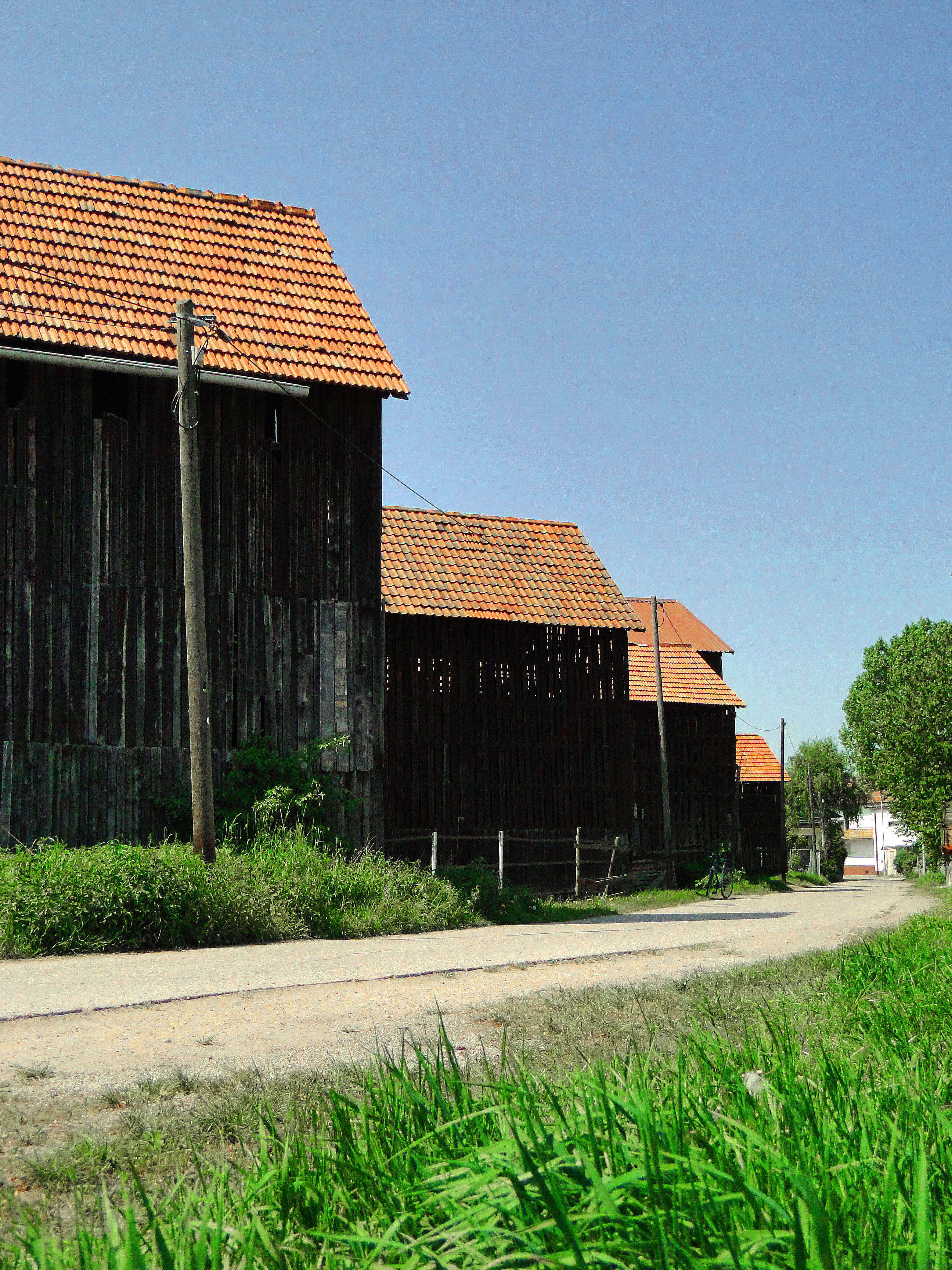
Tabakschuppen am Bruchweg in Herxheim

Ein vollständig erhaltenes Ensemble alter Schuppen erstreckt sich am Bruchweg: Mehrere Schuppen bilden die vermutlich älteste Schuppenstraße in Herxheim. Zu den Besonderheiten dieser Anlage zählen die beidseitige Bebauung und die geschickte Anordnung der Schuppen. Sie sind versetzt platziert, so dass Luft und Licht zwischen den Schuppen der westlichen Seite zu den Schuppen der Ostseite passieren können. Einige der Schuppen weisen sich durch seltene Konstruktionseigenschaften aus, z. B. ein Schuppen mit Vordach, das normalerweise bei Wohnhäusern gebräuchlich ist. Neben der Schuppenstraße stehen einige moderne Schuppen. Das Ensemble vermittelt auf engstem Raum, wie vielfältig ein einziger Gebäudetypus ausgeführt werden kann.

### Hayna: Denkmalzone
Der alte Ortskern mitsamt den Schuppen ist eine Denkmalzone. Hayna ist ein sehr gut erhaltenes Beispiel für ein südpfälzisches Tabakdorf. Auf der östlichen – und ehemals auch auf der westlichen – Seite des Straßendorfes reiht sich ein Schuppen an den nächsten. „Die große Zahl dieser teilweise riesigen Holzbauten – weit über 100 – ist anschauliches Zeugnis des Tabakanbaus aus einer bäuerlichen Wirtschaftsform, die in der Rheinebene große Bedeutung besaß. Doch nirgendwo wurde eine Dorfsilhouette dadurch so eindrucksvoll geprägt wie in Hayna.“

### Hatzenbühl: Nordseite des Dorfes

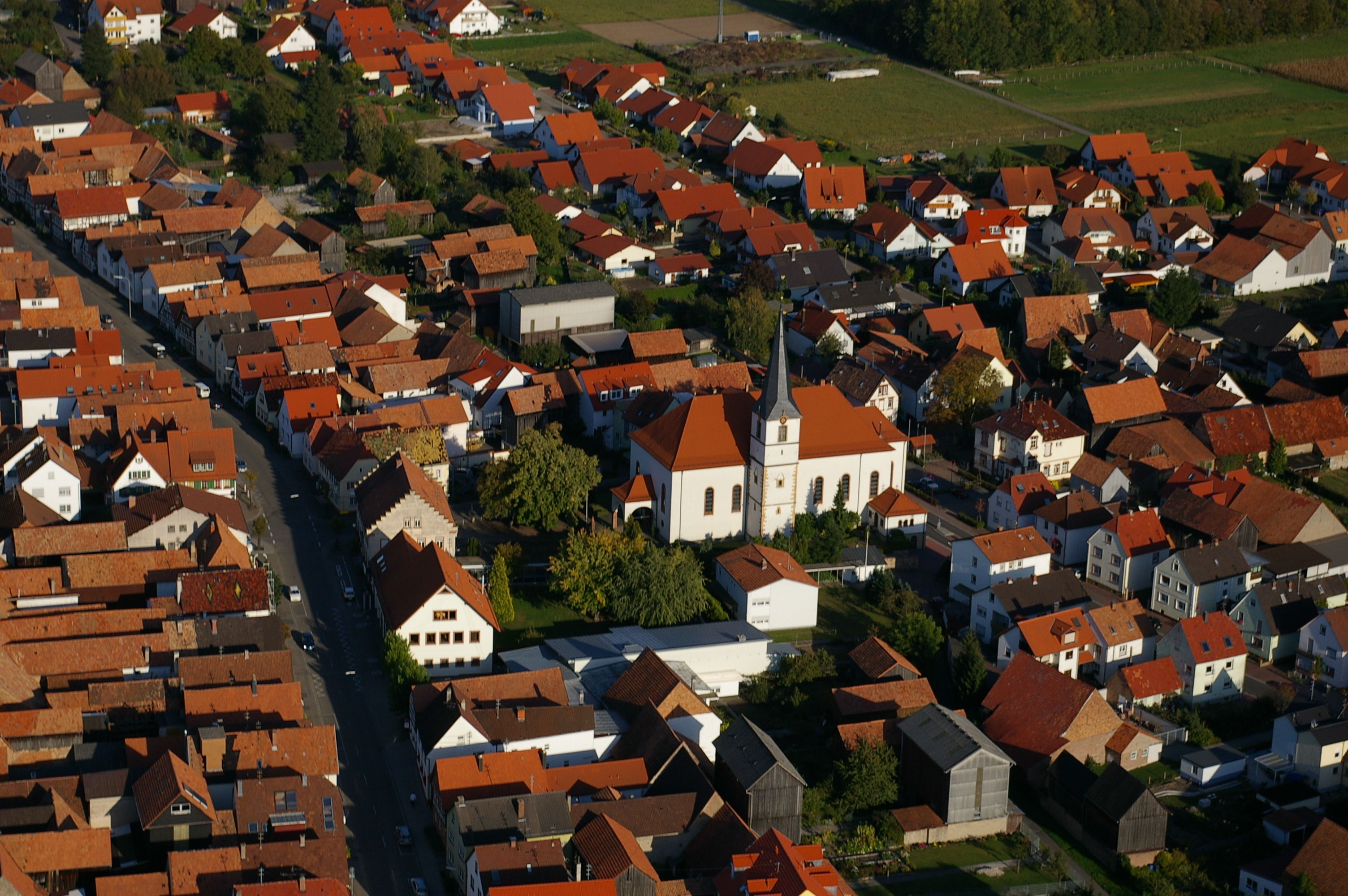
Blick auf die Tabakschuppen südlich der Hauptstraße. Sie befinden sich in dem Streifen, der von der Kirche (Bildmitte) zur linken oberen Bildecke führt

Eine Vielzahl von Tabakschuppen steht in Hatzenbühl, der ältesten Tabakanbaugemeinde Deutschlands. 1573 wurde dort zum ersten Mal auf deutschem Boden Tabak angebaut, und zwar von Pfarrer Anselm Anselmann. Genauso wie Hayna war und ist auch die Silhouette Hatzenbühls durch eine – lichter werdende – Reihe von Tabakschuppen geprägt. Vor allem an der Nordseite des Dorfes hat man einen unverbauten Blick auf die Schuppen, die die Grundstücke nördlich der Hauptstraße zum Feld hin abschließen. Weitere Tabakschuppen befinden sich südlich der Hauptstraße.

## Bedeutung

### Wirtschaftliche Bedeutung
In den Tabakschuppen vollzieht sich eine entscheidende Phase innerhalb des Tabakproduktionsprozesses. Die durch die Tabakschuppen ermöglichte Trocknung der Blätter führt zu einem bedeutenden Qualitäts- und Wertzuwachs der Tabakblätter. Die Einnahmen durch den Tabakanbau waren so groß, dass bereits kleine Anbauflächen den Landwirten ein Auskommen sicherten. Viele Anbauregionen verdanken dem Tabakanbau und der Tabaktrocknung jahrzehntelangen Wohlstand. Dieser Qualitäts- und Wertzuwachs war ein Grund, weshalb der Bau und die Entwicklung der Tabakschuppen von staatlicher Seite gefördert wurde: Je höher die Qualität, desto höher die Steuereinnahmen.
Tabakschuppen sind auch Ausdruck der Bewirtschaftungssysteme: Während in der Pfalz jeder Landwirt seinen eigenen Tabakschuppen besaß, der entsprechend der geringen Anbaufläche klein dimensioniert und aus günstigen Materialien (Holz) errichtet war, wurden in der DDR, z. B. in Strauch, deutlich größere Schuppen errichtet, die im Besitz von LPGs waren. Die Schuppen bestehen aus Stahlbeton und waren mit einem aufwändigen Klappensystem und mit Belüftungsventilatoren ausgestattet.
Gegenwärtig kommt den Tabakschuppen eine neue wirtschaftliche Bedeutung als Tourismus fördernde Sehenswürdigkeiten zu.

### Soziokulturelle Bedeutung
Tabakschuppen sind das unverwechselbare Kennzeichen von Tabakanbauregionen. Sie prägen das Orts- und Landschaftsbild. Tabakschuppen kommt somit eine Identität stiftende und ausdrückende Funktion zu. Die Entscheidung für den Bau eines Tabakschuppens galt zu Beginn der Tabakschuppen-Ära als Ausdruck von Fortschrittlichkeit und Wohlstand. Mit dem Ende dieser Ära geht ein Wandel in der Bedeutung einher: Der Tabakschuppen gilt nun einerseits als unnützes Relikt einer vergangenen, durch Landwirtschaft geprägten Epoche. Andererseits haben einzelne Gemeinden die Bedeutung der Tabakschuppen als Alleinstellungsmerkmal erkannt, das den Tourismus und die Gemeinschaft fördern kann. So wirbt die Gemeinde Gemmingen auf ihrer Internetseite „Wirtschaft & Touristik“ mit dem Stebbacher Tabakschuppen. Harthausen nutzt einen alten Tabakschuppen als Dorfgemeinschaftshaus.